# Blake Hood
Blake Hood (25 maggio 1985) è un attore statunitense.
Conosciuto principalmente per il ruolo di Mark Driscoll in 90210 e di Kyle Abbott in Febbre d'amore.

## Biografia
Nato negli Stati Uniti il 25 maggio 1985. Inizia la sua carriera da attore partecipando come ospite a diverse serie televisive come Studio 60 on the Sunset Strip, Desperate Housewives e Ghost Whisperer - Presenze e in alcuni film come Safe Harbor - Un porto sicuro ed Easy Girl. Il suo primo ruolo importante avviene con l'interpretazione del ruolo di Mark Driscoll nella serie televisiva 90210 spin-off nella serie originale Beverly Hills 90210. Successivamente recita in altre serie TV come Cold Case - Delitti irrisolti e 2 Broke Girls, prima di entrare nel cast principale della soap opera Febbre d'amore dove interpreta Kyle Abbott dal 2012 al 2013; in The Vampire Diaries, Revolution, Selfie e NCIS - Unità anticrimine. Nel 2016 entra nel cast principale della serie TV Forever 31 nel ruolo di Nick. Nel 2018 partecipa in un ruolo ricorrente nel ruolo di Clive Johnson nella serie TV Grey's Anatomy.

## Filmografia

### Cinema
- The Night Audit, regia di Aaron Kozak (2004)
- Playing with Fire, regia di David DeCoteau (2008)
- Easy Girl (Easy A), regia di Will Gluck (2010)
- Death and Cremation, regia di Justin Steele (2010)

### Televisione
- Til Death - Per tutta la vita ('Til Death) – serie TV, episodio 1x14 (2007)
- Studio 60 on the Sunset Strip – serie TV, episodio 1x16 (2007)
- Desperate Housewives – serie TV, episodio 4x02 (2007)
- Do Not Disturb – serie TV, episodio 1x03 (2008)
- Ghost Whisperer - Presenze (Ghost Whisperer) – serie TV, episodio 4x13 (2009)
- Safe Harbor - Un porto sicuro (Safe Harbor), regia di Jerry Jameson – film TV (2009)
- Cold Case - Delitti irrisolti (Cold Case) – serie TV, episodio 7x21 (2010)
- 90210 – serie TV, 8 episodi (2009-2010)
- 2 Broke Girls – serie TV, episodio 1x16 (2012)
- The Vampire Diaries – serie TV, episodio 4x05 (2012)
- Febbre d'amore (The Young and the Restless) – serial TV, 57 episodi (2012-2013)
- Revolution – serie TV, episodio 2x01 (2013)
- Selfie – serie TV, episodio 1x01 (2014)
- NCIS - Unità anticrimine (NCIS) – serie TV, episodio 12x08 (2014)
- For the Defense, regia di Jordan Black – film TV (2015)
- Forever 31 – miniserie TV, 6 puntate (2016)
- Cambiare per amore (A Moving Romance), regia di W.D. Hogan – film TV (2017)
- Grey's Anatomy – serie TV, episodi 14x09-14x12-14x14 (2018)

## Doppiatori italiani
Nelle versioni in italiano delle opere in cui ha recitato, Blake Hood è stato doppiato da:
- Fabrizio De Flaviis in Cold Case - Delitti irrisolti
- Daniele Raffaeli in 90210
- Marco Vivio in 2 Broke Girls
- Alessandro Rigotti in NCIS - Unità anticrimine
- Leonardo Graziano in Grey's Anatomy